# Journal de Rivesaltes 1941–1942
Journal de Rivesaltes 1941–1942 ist ein Schweizer Dokumentarfilm aus dem Jahr 1997 über das Auffanglager von Rivesaltes während des Zweiten Weltkrieges. Der Film wurde 1998 als beste Dokumentation mit dem Schweizer Filmpreis ausgezeichnet.

## Handlung
Der Film handelt von der Arbeit der Krankenschwester Friedel Bohny-Reiter für die Kinderhilfe des Schweizerischen Roten Kreuzes im Flüchtlingsauffanglager von Rivesaltes, die dabei viele Kinder vor dem Tod in Auschwitz rettete. Grundlage bilden dabei das Tagebuch von Friedel Bohny-Reiter sowie Gespräche von geretteten Menschen. Daneben werden Bilder von Paul Senn aus dem Auffanglager gezeigt, um das Leid zu illustrieren.

## Kritiken
Das internationale Filmfestival Visions du Réel meint, dass der Film ein „beeindruckendes Zeugnis ist“, das „durch seine Einfachheit, durch seine Schonungslosigkeit“ fasziniert.